# Противолодочный ракетный комплекс
Противолодочный ракетный комплекс — система морского оружия, предназначенная для поражения подводных лодок. Включает пусковую установку, противолодочные ракеты, комплекс обнаружения подводных лодок и комплекс управления стрельбой. 
Комплекс аппаратуры обнаружения ПЛ может быть размещен на отдельном носителе. Это может быть вертолёт, самолёт или самоходный (в том числе специализированная подводная лодка) или буксируемый подводный аппарат.
Современная противолодочная ракета состоит из ракетной части и противолодочной торпеды. При достижении заданной точки торпеда отделяется от носителя и приводняется на парашюте, после чего производит поиск подводной лодки при помощи собственной головки самонаведения. Также существуют комплексы в которых торпеды нет и поиск лодки не осуществляется а поражение цели обеспечивается за счет избыточной мощности ядерной фугасной боевой части с большим радиусом поражения; таковы, например, советские комплексы РПК-1 «Вихрь» и РПК-2 «Вьюга».
Появление ПЛРК было вызвано быстрым прогрессом в развитии подводных лодок, при котором подводная скорость субмарин стала близкой к скорости противолодочных надводных кораблей, а в некоторых случаях и большей, чем у надводных кораблей вообще, что делало затруднительным сближение с атакуемой подводной лодкой. Разработка ПЛРК велась в СССР, США, Великобритании, Франции. Кроме того, противолодочные ракето-торпеды могли применяться с подводных лодок и авиационных носителей.
| Сравнительные ТТХ противолодочных ракетных комплексов |                           |                            |             |                         |                                           |                                           |                                           |                                           |                |
| Характеристики                                        | ASROC                     | Ikara                      | Malafon     | Milas                   | «Вихрь» «Вьюга»                           | «Водопад» «Ветер»                         | «Медведка»                                | «Раструб-Б»                               | «Калибр» (91Р) |
| Государство                                           | Соединённые Штаты Америки | Великобритания · Австралия | Франция     | Италия                  | Союз Советских Социалистических Республик | Союз Советских Социалистических Республик | Союз Советских Социалистических Республик | Союз Советских Социалистических Республик | Россия         |
| Дальность стрельбы, км                                | 28                        | 20 — 24                    | 18          | 65                      | 37                                        | 35 100                                    | 20,5                                      | 55                                        | 50             |
| Скорость полёта ракеты, м/с                           | >330                      | 200                        | 140 — 200   | 270                     | ?                                         | ?                                         | ?                                         | 300                                       | >700           |
| Масса ракеты, кг                                      | 633                       | 300 — 310 (без торпеды)    | 1480        | 800                     | 1800                                      | 2445 5500                                 | 800                                       | 4000                                      | 2100           |
| Боевая часть                                          | Торпеда Mk46 или Mk54     | Торпеда Mk46               | Торпеда L-4 | Торпеда MU-90 или A-290 | Ядерная                                   | Торпеда УМГТ-1                            | Торпеда МПТ-1У                            | Торпеда УМГТ-1                            | Торпеда АПР-3М |